# Matilde Ortiz
Matilde "Mati" Ortiz Reyes (Veracruz, 16 de setembro de 1990) é uma jogadora de polo aquático espanhola, medalhista olímpica.

## Carreira
Ortiz disputou duas edições de Jogos Olímpicos pela Espanha: 2012 e 2016. Seu melhor resultado foi a medalha de prata obtida nos Jogos de Londres, em 2012.